# Moto Club Amposta
El Moto Club Amposta és una entitat esportiva catalana dedicada al motociclisme que fou fundada a Amposta, Montsià, el 1973. Organitza anualment proves puntuables per al Campionat de Catalunya de trial per a nens i de motocròs, per a les quals fa servir el circuit de l'Oriola, homologat per la Federació Catalana de Motociclisme. El títol més destacat del seu palmarès és el Campionat de Catalunya de resistència d'automàtics en asfalt (1990). Ha rebut la distinció de millor club català organitzador de proves infantils de motocròs (2004 i 2007) i de trial (2009).